# James Skivring Smith
James Skivring Smith (Charleston, 26 febbraio 1825 – Buchanan, 1892) è stato un politico liberiano, vicepresidente della Liberia dal gennaio 1870 all'ottobre 1871 e presidente dal 4 novembre 1871 al 1º gennaio 1872.